# 56e législature du Grand Conseil du canton de Genève
La 56e législature du Grand Conseil du canton de Genève est un cycle parlementaire qui s'ouvre en novembre 2005 et s'achève en novembre 2009. 

## Résultats des élections
Les élections, qui ont lieu le 9 octobre 2005 sont marquées par une participation de 40,74 % et donnent la répartition suivante des sièges par partis : 
| Parti                        | Score   | Députés |
| ---------------------------- | ------- | ------- |
| Parti libéral                | 19,09 % | 23      |
| Parti socialiste             | 14,62 % | 17      |
| Les Verts                    | 13,83 % | 16      |
| Parti radical-démocratique   | 10,49 % | 12      |
| Parti démocrate-chrétien     | 9.85 %  | 12      |
| Union démocratique du centre | 9,60 %  | 11      |
| Mouvement citoyens genevois  | 7,73 %  | 9       |